# Sterling (Colorado)
Sterling ist eine City im Logan County im US-Bundesstaat Colorado, Vereinigte Staaten. Das U.S. Census Bureau hat bei der Volkszählung 2020 eine Einwohnerzahl von 13.735 ermittelt. 
Sterling ist Sitz der County-Verwaltung. Die geographischen Koordinaten sind: 40,63° Nord, 103,20° West. Die Fläche der Stadt beträgt 17,8 km².

## Geschichte
Die ersten Bewohner in der Gegend des späteren Sterling waren Indianer von den Stämmen der Arapaho, Cheyenne, Absarokee, Blackfoot, Sioux, Kiowa und Pawnee. Die ersten Weißen, die in dieses Gebiet kamen, waren Trapper auf dem Weg zur Jagd auf Biber an den Füßen der Rocky Mountains. Spätestens, wenn es nach den Tierfellen keine Nachfrage mehr gab, zogen sie allerdings weiter. Stephen H. Long passierte als einer der ersten Entdecker im Jahr 1820 die Region.
Goldfunde in Kalifornien 1849 und zehn Jahre später in Colorado führten zu einem erheblichen Anstieg der Zahl der Durchreisenden, die ihren Höhepunkt in den 1860er Jahren erreichte. Der erste nicht-indianische Siedler, der dauerhaft in der Gegend verblieb, ließ sich 1871 auf einer Insel im South Platte River einige Kilometer südlich des heutigen Sterling nieder. Hier wurde auch eine Poststelle eingerichtet. 1881 erfuhr man, dass die Union Pacific Railroad ihre Bahnlinie erweitern würde. Die Einwohner des „alten“ Sterling gingen davon aus, dass infolgedessen eine Stadt in der Nähe ihrer Siedlung entstehen würde. Ein Abgesandter wurde nach Omaha geschickt, welcher der Bahngesellschaft 80 Acre Land mit entsprechenden Durchfahrtsrechten gegen die Zusage anbot, dass auf diesem Gebiet ein Ringlokschuppen und Geschäfte eröffnet würden. Die Bahngesellschaft nahm das Angebot an und Sterling begann sich an seiner heutigen Lage, etwas nördlich der ersten Siedlung, zu entwickeln. 1887 wurde Sterling Verwaltungssitz des Logan County.